# Thaïlande aux Jeux olympiques d'hiver de 2014
La Thaïlande participe aux Jeux olympiques d'hiver de 2014 à Sotchi en Russie du 7 au 23 février 2014. Il s'agit de sa troisième participation à des Jeux d'hiver après 2002 et 2006. Les deux athlètes thaïlandais, les skieurs alpins Kanes Sucharitakul (en) et Vanessa Vanakorn, terminent respectivement 65e et 67e en slalom géant. La délégation thaïlandaise n'a remporté aucune médaille lors de ces Jeux olympiques d'hiver.

## Délégation
Deux athlètes thaïlandais, un homme et une femme, participent aux épreuves olympiques de Ski alpin. Un seul Thaïlandais a pris part aux Jeux d'hiver avant eux : le fondeur Prawat Nagvajara en 2002 et en 2006.
| Sport     | Discipline | Hommes | Femmes | Total |
| --------- | ---------- | ------ | ------ | ----- |
| Ski       |            |        |        |       |
| Ski alpin | 1          | 1      | 2      |       |
| Total     | Total      | 1      | 1      | 2     |

## Préparation

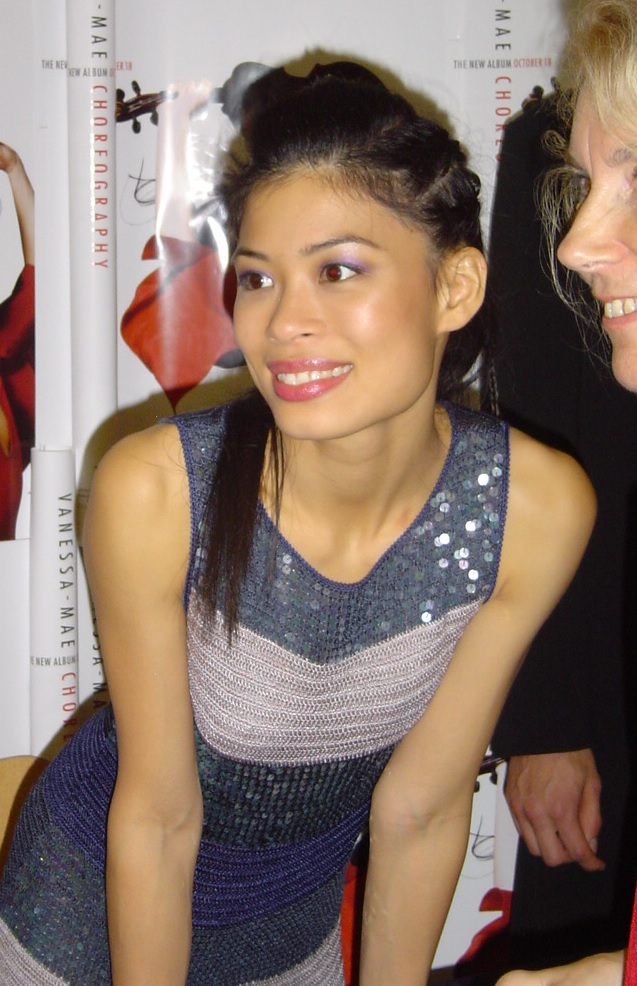
Vanessa Vanakorn représente la Thaïlande aux Jeux olympiques d'hiver de 2014.

Vanessa-Mae est une célèbre violoniste de 35 ans née à Singapour d'un père thaïlandais et d'une mère chinoise. Elle a grandi à Londres et a skié pendant plusieurs années à Zermatt en Suisse. Elle commence sa préparation six mois avant les Jeux. Pour représenter la Thaïlande aux Jeux olympiques d'hiver de 2014 en ski alpin, elle a pris le nom de son père (Vanakorn) et participé à des courses secondaires. Elle a notamment participé à quatre courses en Slovénie, dont les championnats nationaux juniors, qui lui ont permis d'obtenir sa qualification en janvier 2014. Elle a rempli les critères de qualification qui spécifient que les pays qui n'ont aucun skieur dans les 500 meilleurs du monde, comme la Thaïlande, peuvent envoyer un homme et une femme dans les épreuves techniques à condition qu'ils aient obtenu une moyenne inférieure à 140 points lors de cinq courses reconnues par la FIS. L'autre athlète thaïlandais est Kanes Sucharitakul, skieur alpin de 21 ans qui vit en France.

## Cérémonie d'ouverture et de clôture
Selon la coutume, la Grèce, berceau des Jeux olympiques, ouvre le défilé des nations, tandis que la Russie, en tant que pays organisateur, ferme la marche. Les autres pays défilent selon leur ordre alphabétique en russe, langue officielle du pays organisateur et selon l'alphabet cyrillique. La Thaïlande est la 68e des 88 délégations à entrer dans le Stade olympique Ficht de Sotchi au cours du défilé des nations durant la cérémonie d'ouverture, entre le Tadjikistan et le Taipei chinois. Le porte-drapeau de l'équipe est le skieur Kanes Sucharitakul.
La cérémonie de clôture a également lieu au Stade olympique Ficht. Les porte-drapeaux des différentes délégations entrent ensemble dans le stade olympique. Kanes Sucharitakul porte à nouveau le drapeau thaïlandais.

## Épreuves de ski alpin
Kanes Sucharitakul termine 73e sur 79 classés de la première manche du slalom géant masculin. Il est finalement 65e sur les 72 skieurs ayant terminé la course, à 29,77 secondes du vainqueur américain Ted Ligety. Sucharitakul ne termine pas le slalom masculin.
Vanessa Vanakorn termine quant à elle 74e et dernière classée de la première manche du slalom géant féminin. Après la deuxième manche, elle est 67e et dernière classée, à 50,1 secondes de la championne olympique slovène Tina Maze. Elle est à plus de dix secondes de l'avant-dernière skieuse. Après la course, elle déclare : « Je m'attendais à être dernière, mais mon objectif principal était d'être ici et de passer un bon moment. »
| Athlète            | Épreuve               | Manche 1      | Manche 1 | Manche 2      | Manche 2 | Total         | Total |
| Athlète            | Épreuve               | Temps         | Rang     | Temps         | Rang     | Temps         | Rang  |
| ------------------ | --------------------- | ------------- | -------- | ------------- | -------- | ------------- | ----- |
| Kanes Sucharitakul | Slalom géant masculin | 1 min 37 s 82 | 73e      | 1 min 37 s 24 | 65e      | 3 min 15 s 06 | 65e   |
| Kanes Sucharitakul | Slalom masculin       | DNF           | DNF      | DNF           | DNF      | DNF           | DNF   |
| Vanessa Vanakorn   | Slalom géant féminin  | 1 min 44 s 86 | 74e      | 1 min 42 s 11 | 67e      | 3 min 26 s 97 | 67e   |